# Larry Fong
Larry Fong (Los Angeles, ...) è un direttore della fotografia statunitense, noto per le sue collaborazioni con i registi Zack Snyder e J. J. Abrams.

## Biografia
Ha iniziato la propria carriera dirigendo video musicali, per poi affermarsi come direttore della fotografia della serie televisiva Lost. Successivamente ha partecipato alla realizzazione di film come 300, Watchmen e Super 8. Dal 2011 è membro della American Society of Cinematographers (ASC), mentre nel 2012 fu introdotto nella Academy of Motion Picture Arts and Sciences (A.M.P.A.S.).

## Filmografia parziale

### Direttore della fotografia
- Cost of Living, regia di Stan Schofield (1997)
- Hero, regia di Mark Bamford (2000) - cortometraggio
- Cape of Good Hope, regia di Mark Bamford (2004)
- 300, regia di Zack Snyder (2006)
- Watchmen, regia di Zack Snyder (2009)
- Sucker Punch, regia di Zack Snyder (2011)
- Super 8, regia di J.J. Abrams (2011)
- Now You See Me - I maghi del crimine (Now You See Me), regia di Louis Leterrier (2013)
- Batman v Superman: Dawn of Justice, regia di Zack Snyder (2016)
- Kong: Skull Island, regia di Jordan Vogt-Roberts (2017)
- The Predator, regia di Shane Black (2018)
- La guerra di domani (The Tomorrow War) regia di Chris McKay (2021)
- La gang dei supereroi (Secret Headquarters), regia di Henry Joost e Ariel Schulman (2022)
- Damsel, regia di Juan Carlos Fresnadillo (2023)
- Death of a Unicorn, regia di Alex Scharfman (2025)